# Cybdelis melini
Cybdelis melini är en fjärilsart som beskrevs av Felix Bryk 1953. Cybdelis melini ingår i släktet Cybdelis och familjen praktfjärilar. Inga underarter finns listade i Catalogue of Life.